# Байрон (Небраска)
Байрон (англ. Byron) — селище (англ. village) в США, в окрузі Теєр штату Небраска. Населення — 83 особи (2010).

## Географія
Байрон розташований за координатами 40°0′17″ пн. ш. 97°46′7″ зх. д. / 40.00472° пн. ш. 97.76861° зх. д. (40.004857, -97.768587).  За даними Бюро перепису населення США в 2010 році селище мало площу 0,40 км², уся площа — суходіл.

## Демографія
Згідно з переписом 2010 року, у селищі мешкали 83 особи в 48 домогосподарствах у складі 25 родин. Густота населення становила 209 осіб/км².  Було 63 помешкання (159/км²).
Расовий склад населення:
| - 100,0 % — білих |

До двох чи більше рас належало 0,0 %. Частка іспаномовних становила 0,0 % від усіх жителів.
За віковим діапазоном населення розподілялося таким чином: 13,3 % — особи молодші 18 років, 49,4 % — особи у віці 18—64 років, 37,3 % — особи у віці 65 років та старші. Медіана віку мешканця становила 53,5 року. На 100 осіб жіночої статі у селищі припадало 80,4 чоловіків;  на 100 жінок у віці від 18 років та старших — 84,6 чоловіків також старших 18 років.
Середній дохід на одне домашнє господарство  становив 44 460 доларів США (медіана — 31 875), а середній дохід на одну сім'ю — 65 186 доларів (медіана — 60 000). Медіана доходів становила 40 000 доларів для чоловіків та 26 250 доларів для жінок. За межею бідності перебувало 8,8 % осіб, у тому числі 0,0 % дітей у віці до 18 років та 26,5 % осіб у віці 65 років та старших.
Цивільне працевлаштоване населення становило 55 осіб. Основні галузі зайнятості: сільське господарство, лісництво, риболовля — 27,3 %, будівництво — 18,2 %, освіта, охорона здоров'я та соціальна допомога — 14,5 %, оптова торгівля — 12,7 %.